# Парюра

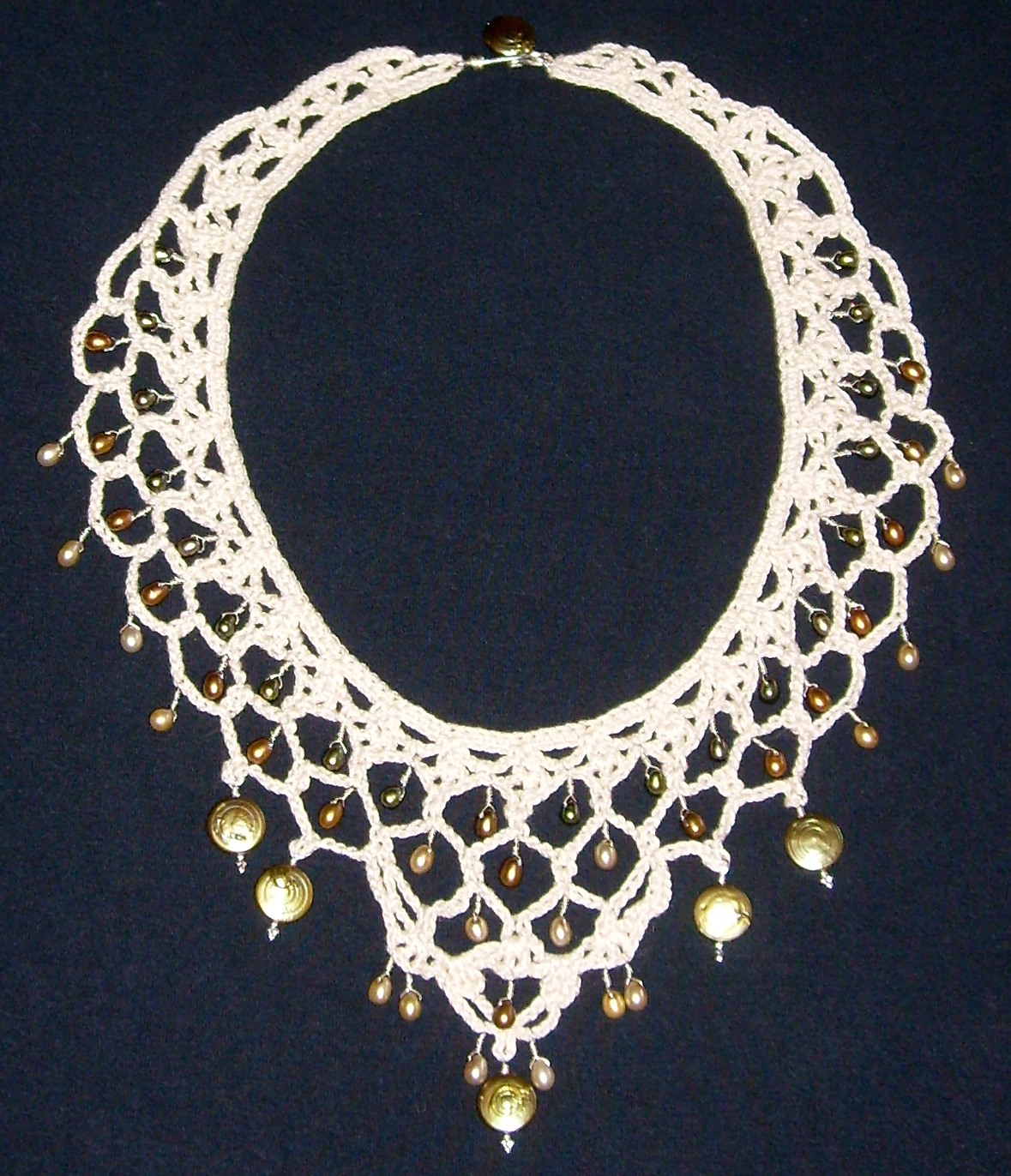

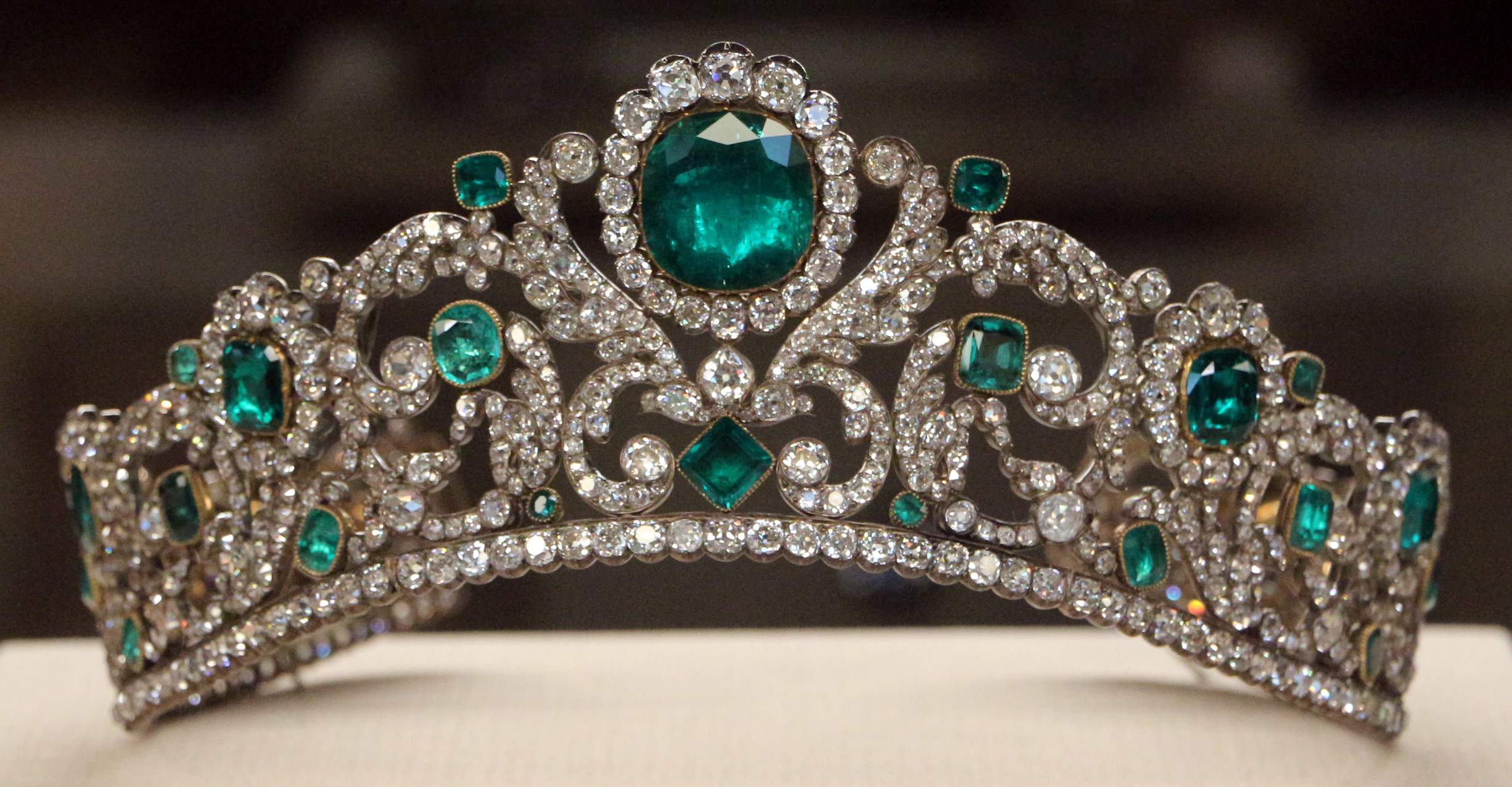

Парюра — це кілька узгоджених між собою ювелірних виробів (подібних за якістю, використаним камінням). Такий набір набув популярності в сімнадцятому столітті в Європі. існувало поняття мала парюра та велика парюра, що вказувало лише на кількість предметів у наборі.
Парюрою могли володіти лише особи королівських сімей та магнатів, тому парюра була своєрідним показником належності жінки до тієї чи іншої верстви, її статусу та влади. До парюри входили 15 предметів, серед яких були: намисто, гребінь, тіара, діадема, стрічка для волосся, пара браслетів, шпильки, кільця, сережки, брошка та застібка на пояс, який одягався на сукню.
Одночасно з цим, парюра була не лише набором ювелірних виробів, але і відповідним до коштовностей одягом.
Слово парюра походить зі старофранцузького parure, що означало прикраси. Відомо, що Наполеон не жалів грошей на придбання таких ювелірних виробів для своєї першій дружини, Жозефіна, які вона носила на державних урочистостях. Пізніше аналогічні набір він подарував другій дружині, Марії-Луїзі.
Парюра не була статичним набором ювелірних виробів. Вона виготовлялася таким чином, що в будь-який наступний час той чи інший виріб міг бути перетвореним на модніший виріб заради того, щоб його власник міг залишатися на рівні моди свого часу.
Члени королівських сімей та магнатів зверталися до найвидатніших ювелірів за створенням найкращих та найвитончених колекцій ювелірних виробів, щоб хизуватися один перед одним та для підвищення свого статусу.